# Meyer-Zitrone
Die Meyer-Zitrone (Citrus ×Meyeri, Citrus ×limon 'meyeri' bzw. Citrus ×jambhiri 'Meyer') ist eine aus China stammende Zitrusfrucht, deren Entstehung auf eine natürlich entstandene Hybride/Kreuzung aus Zitrone und Orange oder Mandarine zurückgeführt wird.

## Botanische Geschichte
Die Meyer-Zitrone wurde 1908 in Peking, China, von dem im Auftrag des Landwirtschaftsministeriums der Vereinigten Staaten tätigen amerikanischen Pflanzenentdecker Frank Nicholas Meyer (1875–1918) gefunden (nach dem sie später auch benannt wurde) und in die USA gebracht.

## Beschreibung

### Vegetative Merkmale
Die Meyer-Zitrone bildet kleine Bäume, die Wuchshöhen von 2 bis 4 Metern erreichen. Die länglich-ovalen, leicht zugespitzten Laubblätter sind dunkelgrün und glänzend.

### Generative Merkmale
Die beiden Hauptblütezeiten liegen im Frühling und Herbst. Die zwittrigen Blüten duften.
Die Früchte sind oval mit einer dünnen, weichen und dunkelgelben bis hellorangen Schale über einem weißen Mesokarp, das ein sehr saftiges, aus Saftschläuchen bestehendes „Fruchtfleisch“ umschließt. Das gelbe bis orange Fruchtfleisch hat einen sauren Geschmack, der jedoch weniger sauer ist als der handelsüblicher Zitronen.

## Vorkommen und Nutzung
Die Meyer-Zitrone wird in den südlichen Bundesstaaten der USA sowie in Australien in Gärten angebaut. Sie toleriert Gegenden mit gelegentlichem, leichten Frost. Sie ist auch als Kübelpflanze geeignet.
Die Früchte werden wie die anderer Zitronen verwendet. Aufgrund der dünnen und weichen Schale ist die Transportfähigkeit und Verarbeitungsfähigkeit der Früchte jedoch eingeschränkt, sodass sie kaum gehandelt oder industriell verarbeitet werden.

### Nutzung als Nahrungsmittel
Aufgrund ihres im Vergleich zu anderen handelsüblichen Zitronen süßeren und weniger sauren Geschmackes und ihres Aromas wird die Meyer-Zitrone häufig als die beste Zitronensorte bezeichnet. In den USA wurde die Meyer-Zitrone bekannt, seitdem Martha Stewart sie in ihren Rezepten verwendete.

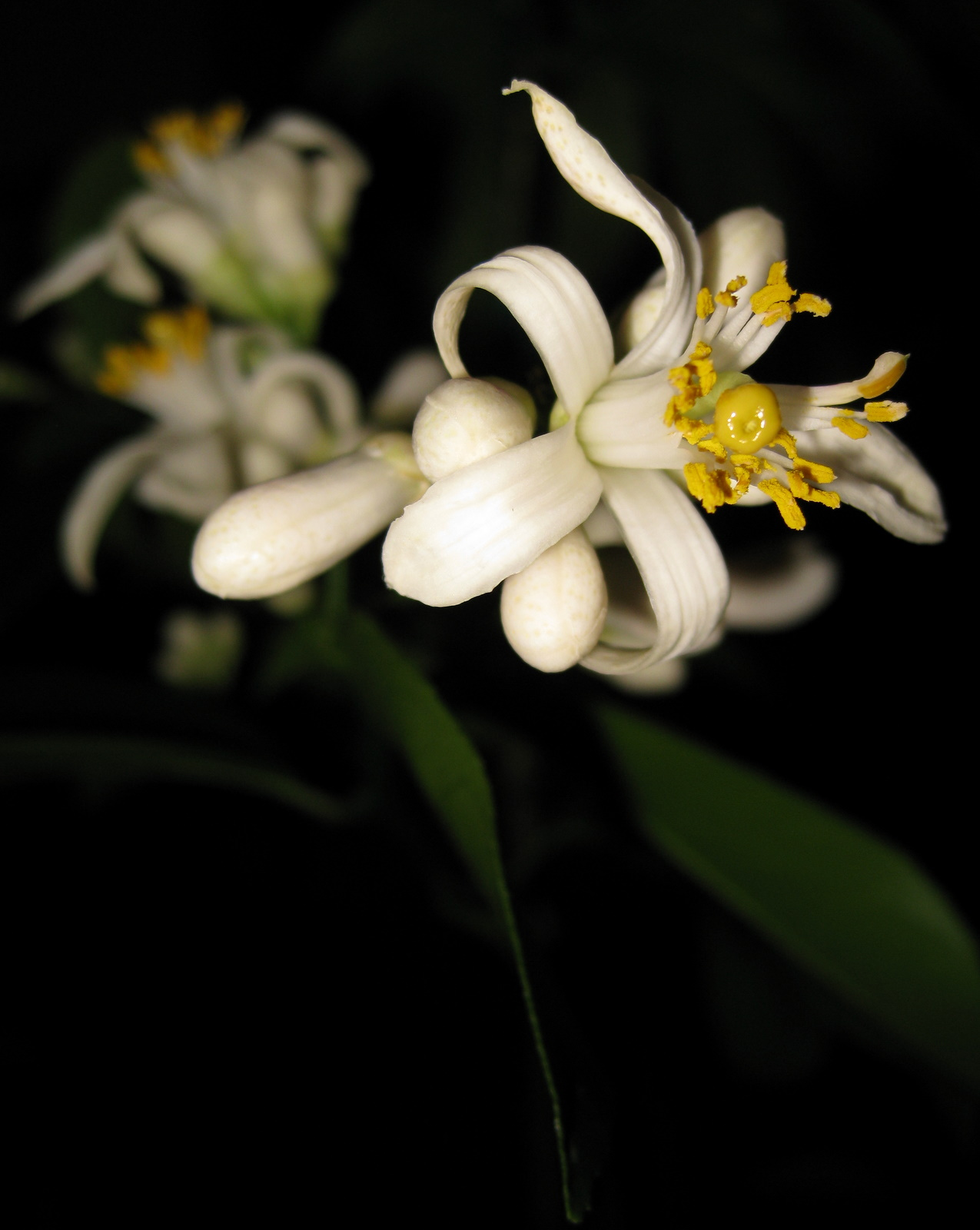
Blüte einer Meyer-Zitrone (Citrus ×meyeri ‘Improved’)
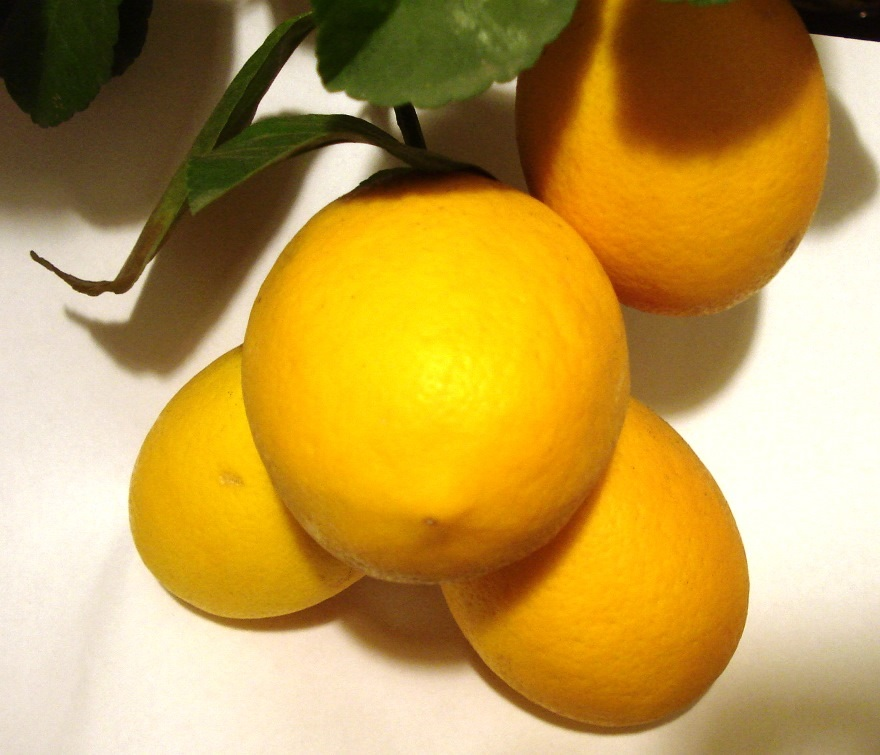
Früchte an der Pflanze
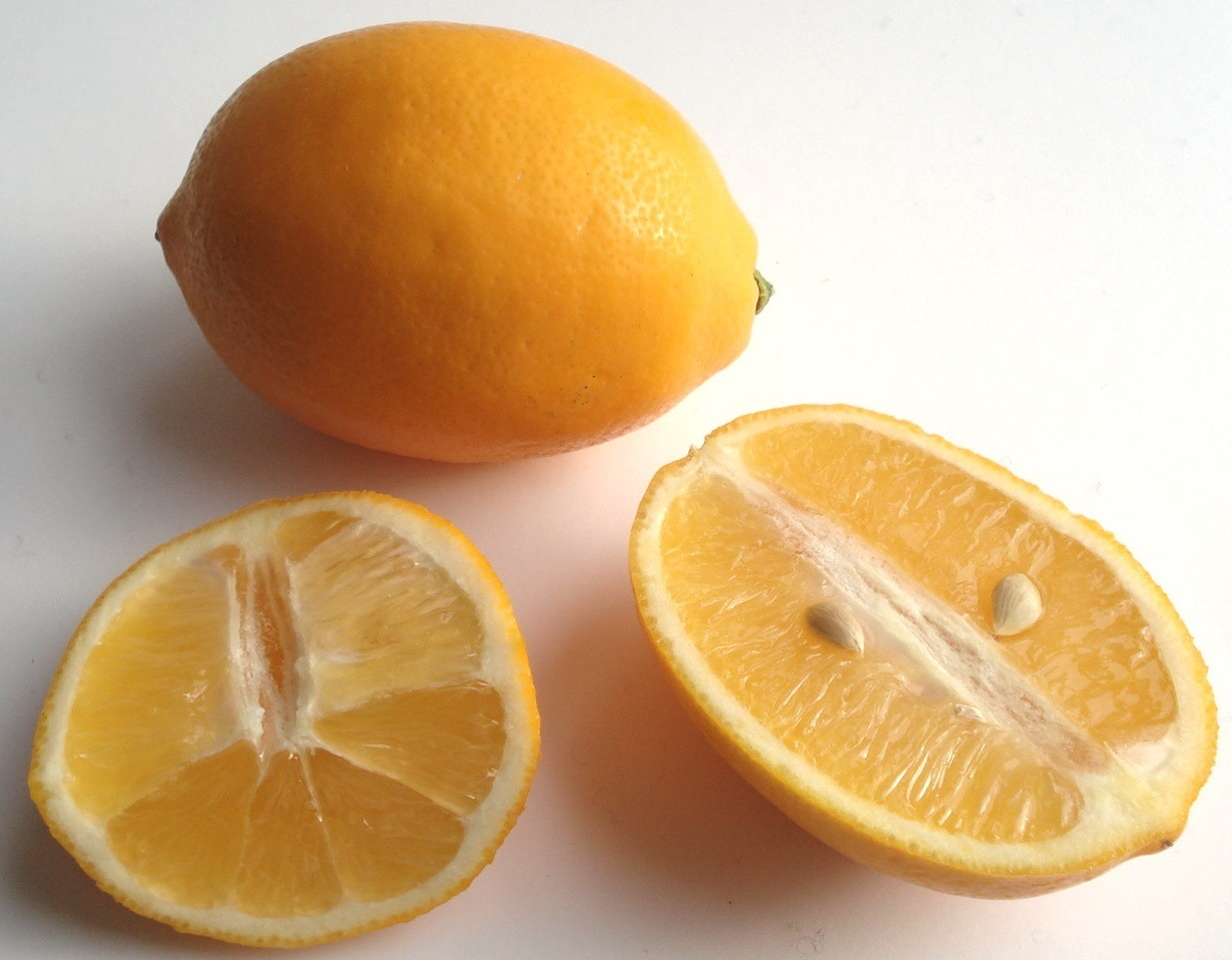
Früchte
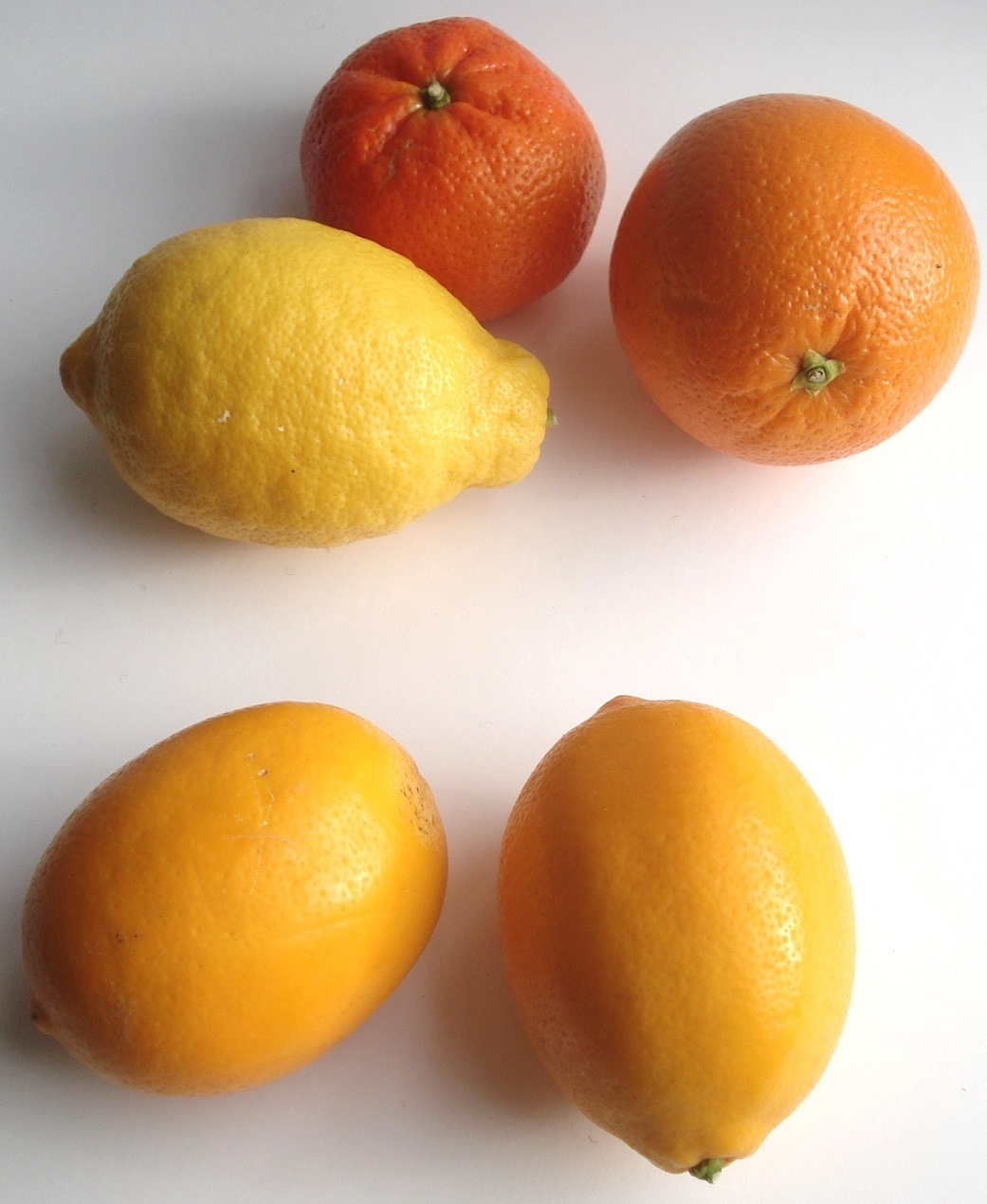
Früchte der Meyer-Zitrone (im (Farb-)Vergleich zu einer „handelsüblichen“ Zitrone, Orange und Mandarine)

## Verbesserte Meyer-Zitrone
In den 1950er-Jahren wurden Pflanzenexemplare gefunden, die nicht Träger des Citrus Tristeza Virus sind und als
„verbesserte Meyer-Zitrone“ (Citrus ×meyeri ‘Improved’  bzw. Citrus ×jambhiri ‘Improved Meyer’) kultiviert werden.